# Sisyrinchium cylindrocarpium
Sisyrinchium cylindrocarpium là một loài thực vật có hoa trong họ Diên vĩ. Loài này được Herter miêu tả khoa học đầu tiên năm 1943.